# Jaciment paleontològic de la Llobera
El Jaciment  de la Llobera és un jaciment paleontològic que es troba a Vilanova de Meià (la Noguera), inclòs a l'Inventari del Patrimoni Arqueològic i Paleontològic de Catalunya.

## Descripció
Aquest jaciment esta format per capes calcàries amb hippurites, massives, competents, gris fosc; amb fauna d'orbitolines, orbitoids, miliòlids, briozous, textulàrids, i biostromes de coralls del Cretaci Superior (Conicià).
La sèrie estratigràfica de base a sostre és la següent:
- 6 m. d'alternança de gresos ocres i argiles.
- 16 m. de gresos
- 4 m. Biostroma margo-argilós de rudistes (Nivell del jaciment)
- 7 m. de calcàries detrítiques grises.

## Associació fossilífera
- Pelecípodes: Hippurites praecesor, Biradiolites angulossisimus, Radiolitesmatheroni, R. squamosus
- Coralls escleractínis: Phyllosmilia hispanica, P. marini, Eugyra crassisepta, Dendrophillia darderi, Meandrastrea mirallesi, Pseudocunnolites rosendoi, Actinastrea schizoformis[1]

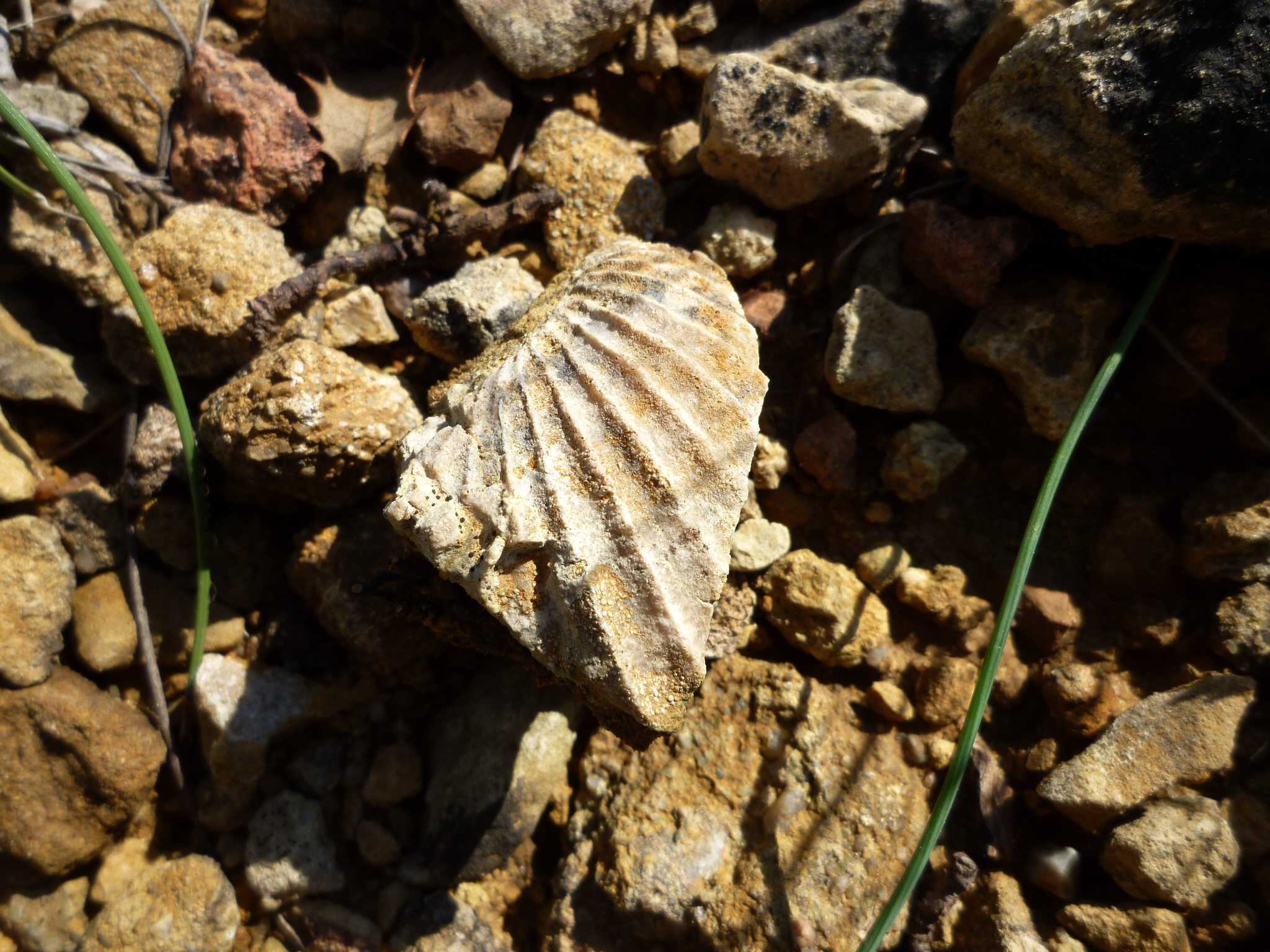
Fòssil d'un bivalve
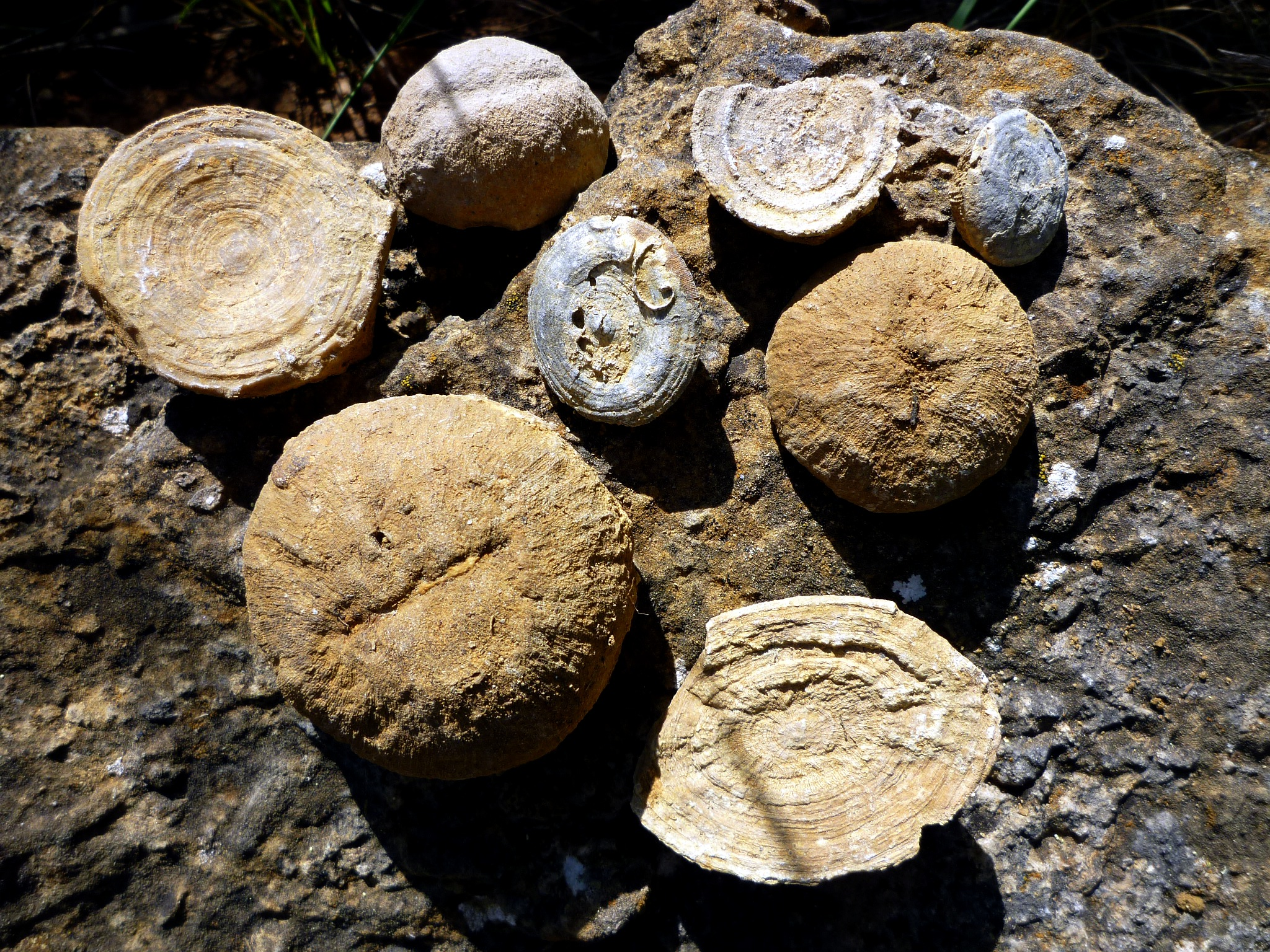
Coralls solitaris (cunnolites elliptica)
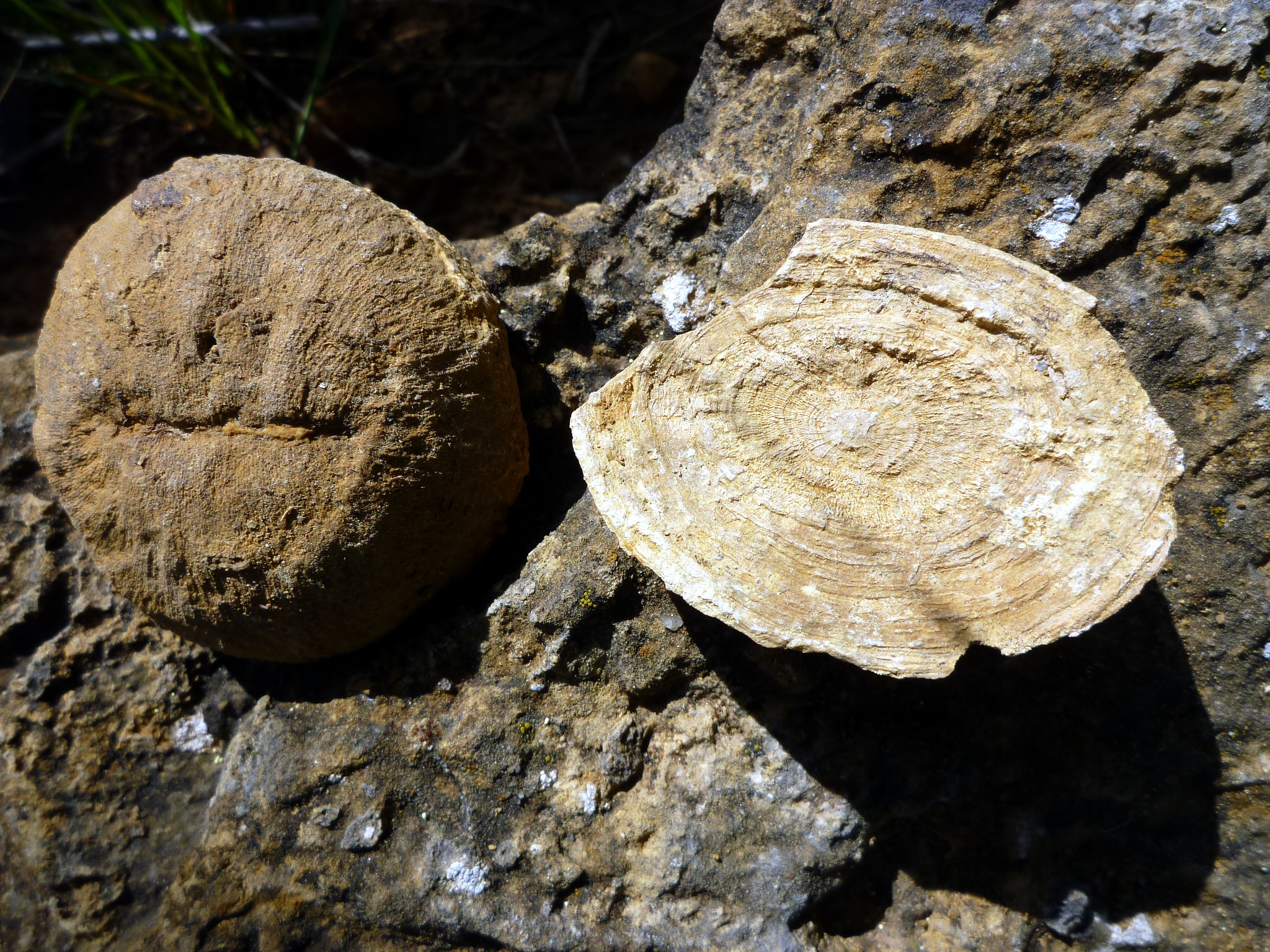
Rudistes (cunnolites elliptica)
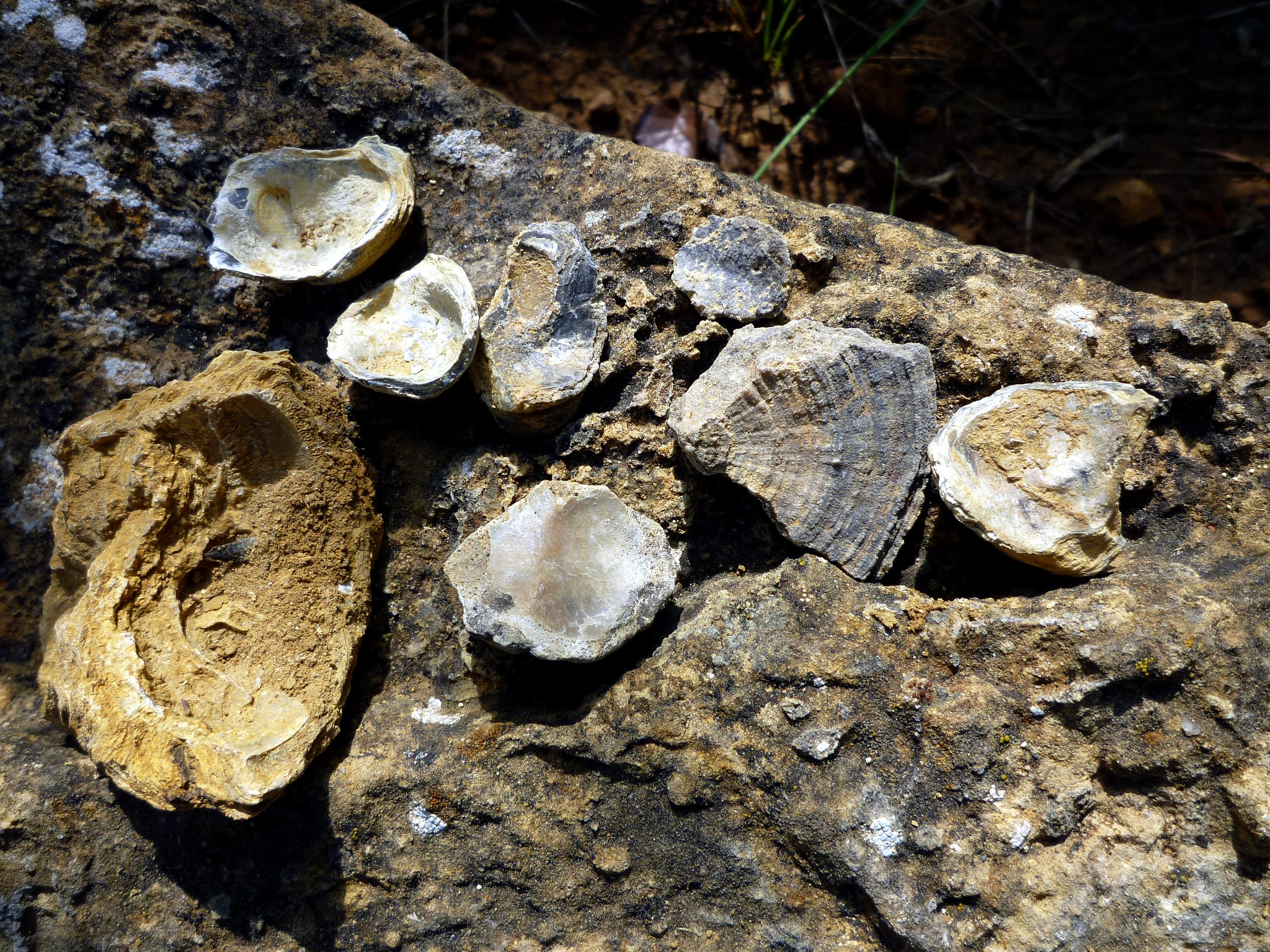
Altres fòssils